# Pane al curry
Il pane al curry (カレーパン?, karē pan) è un piatto tipico della cucina giapponese. Si avvolge del curry giapponese in un impasto che si ricopre poi di panko. Il tutto viene poi fritto oppure cotto al forno. Viene normalmente acquistato nei panifici e nei konbini.

## Galleria d'immagini

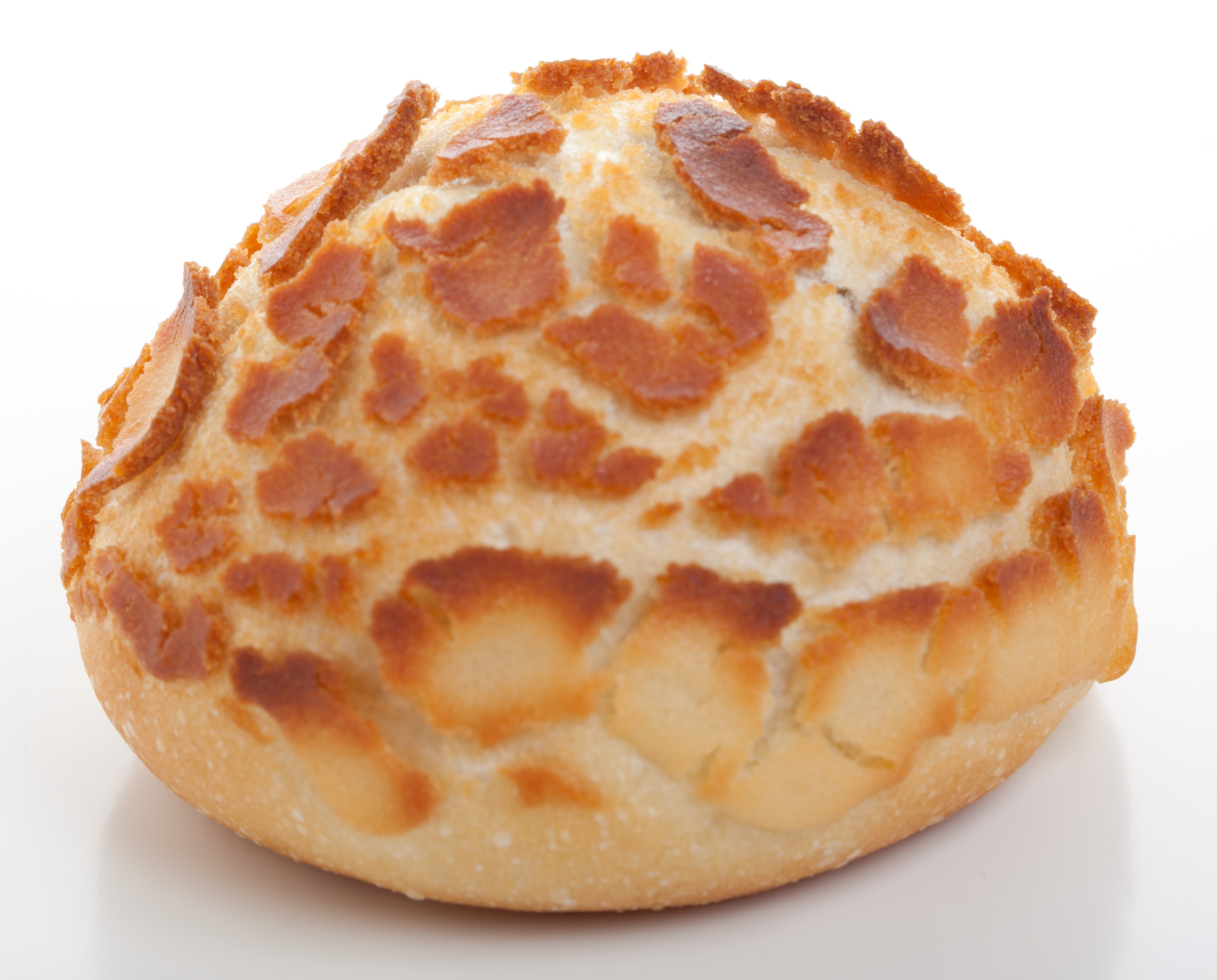
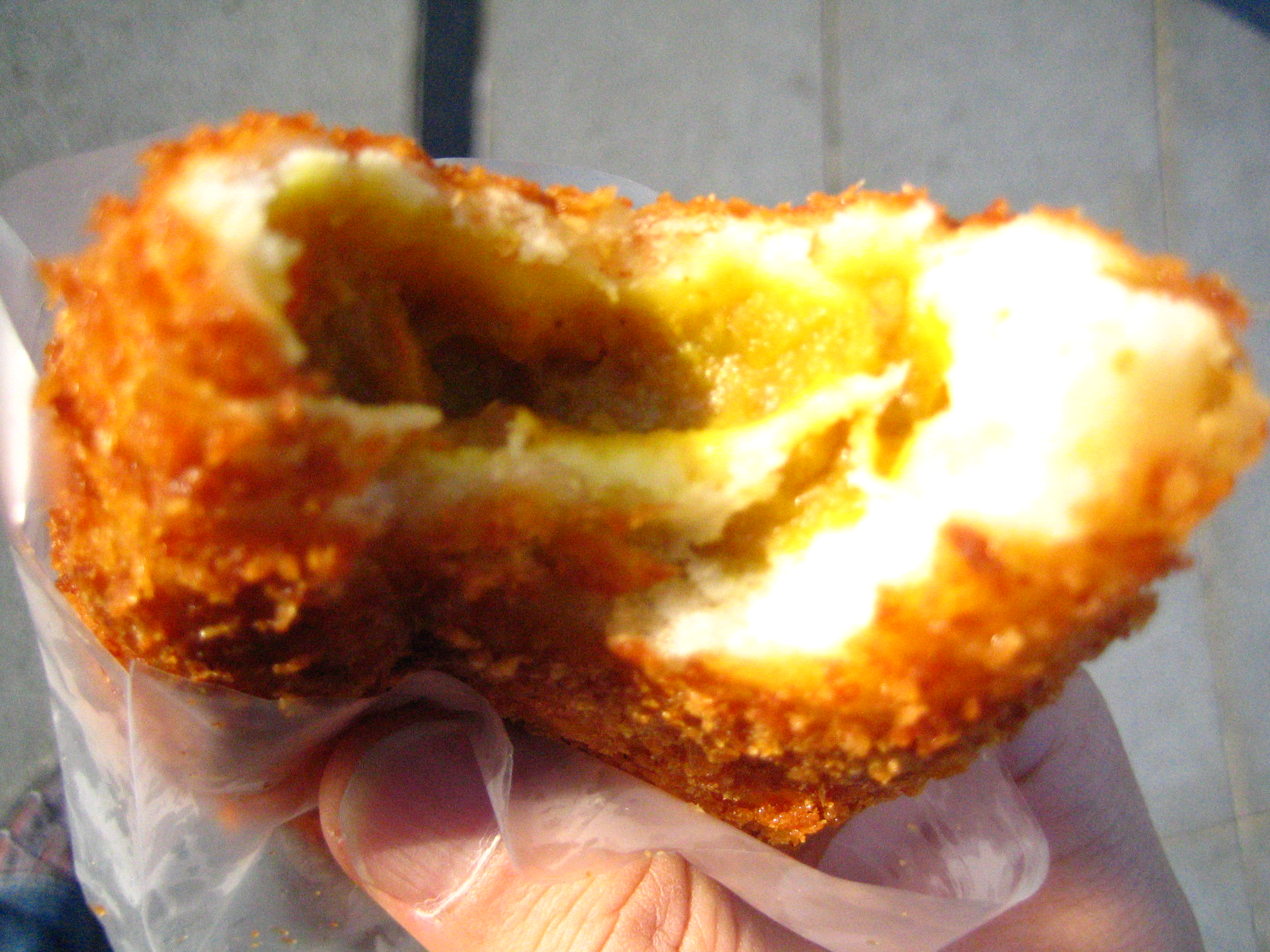
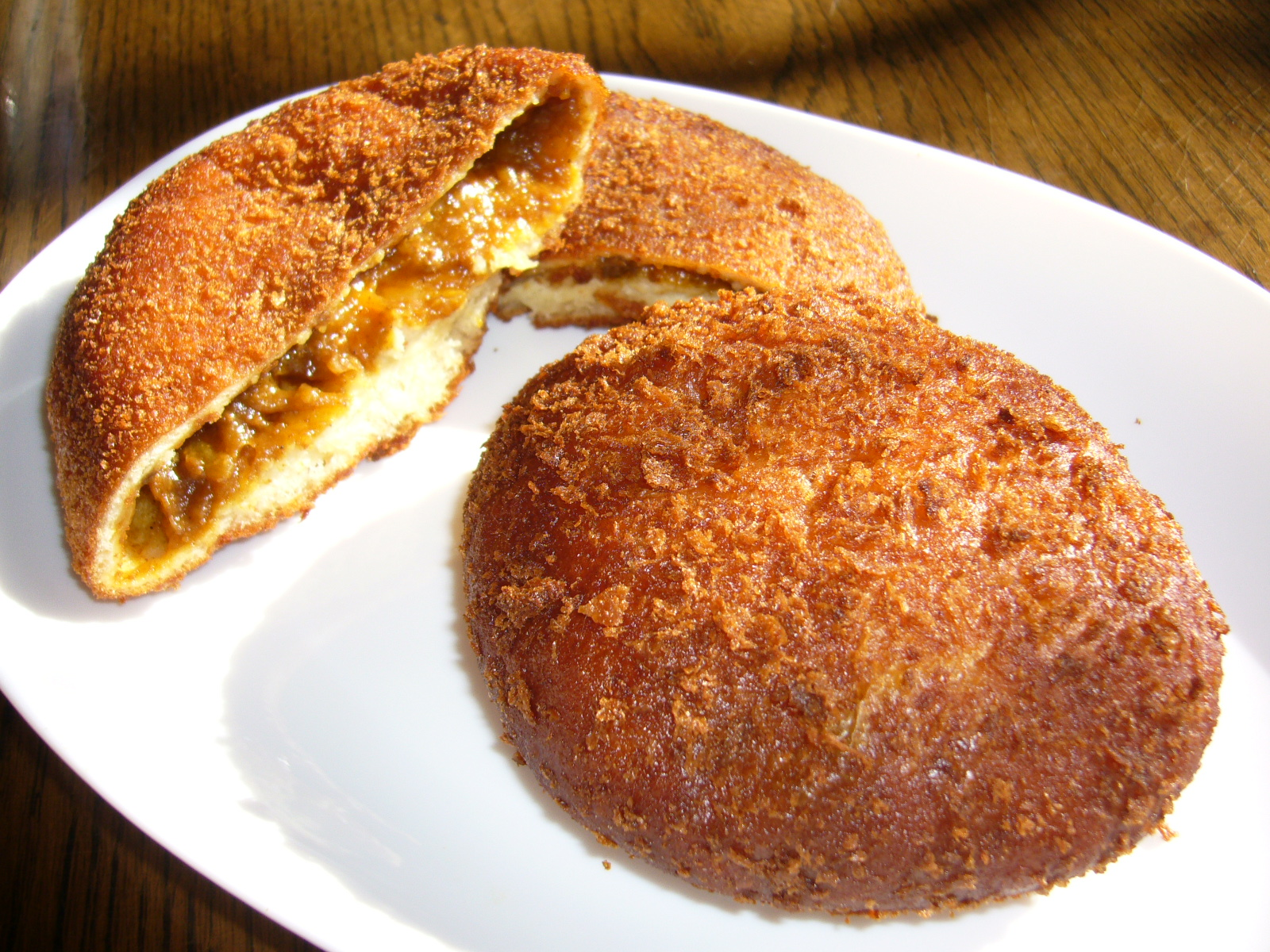
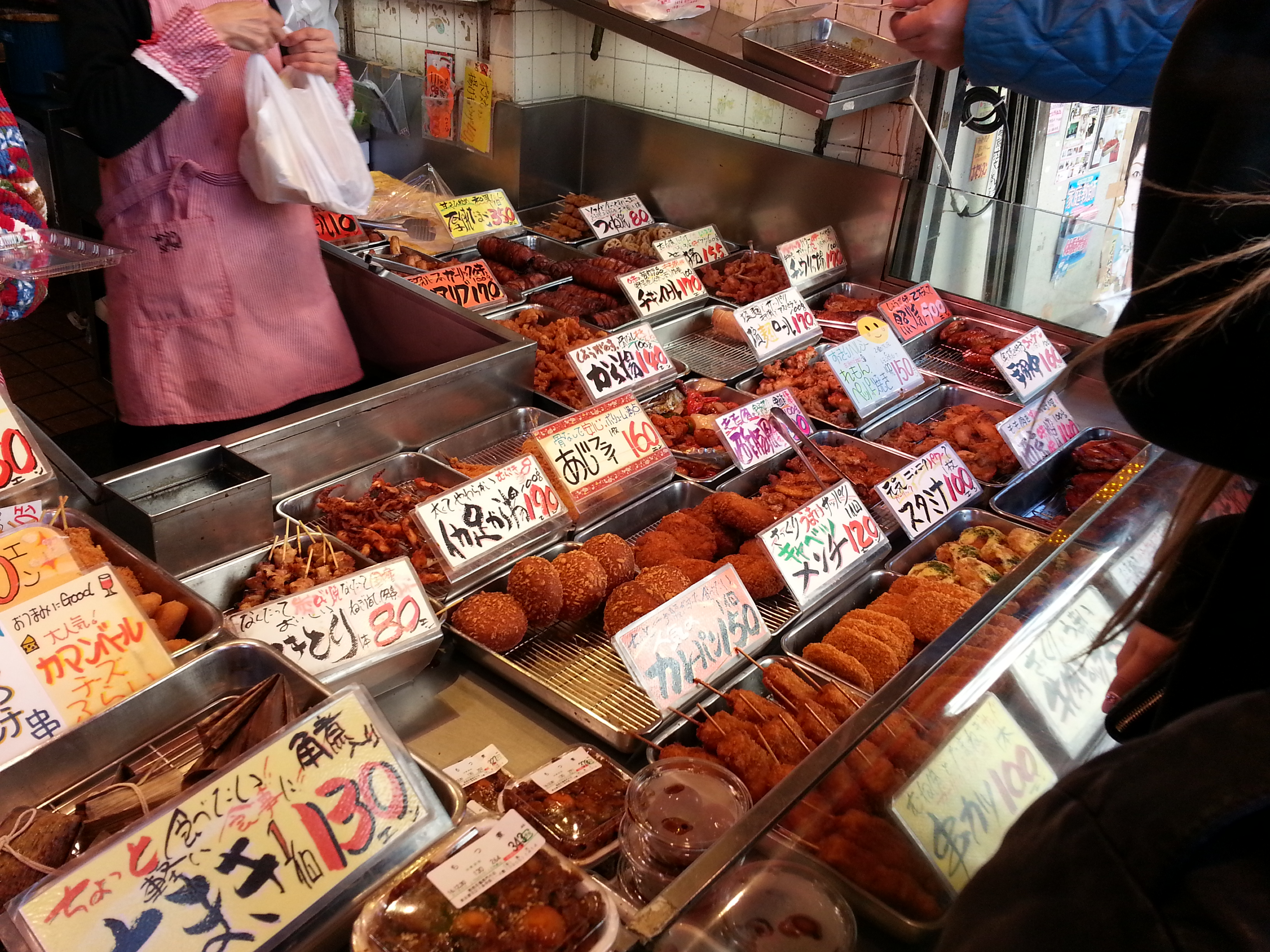
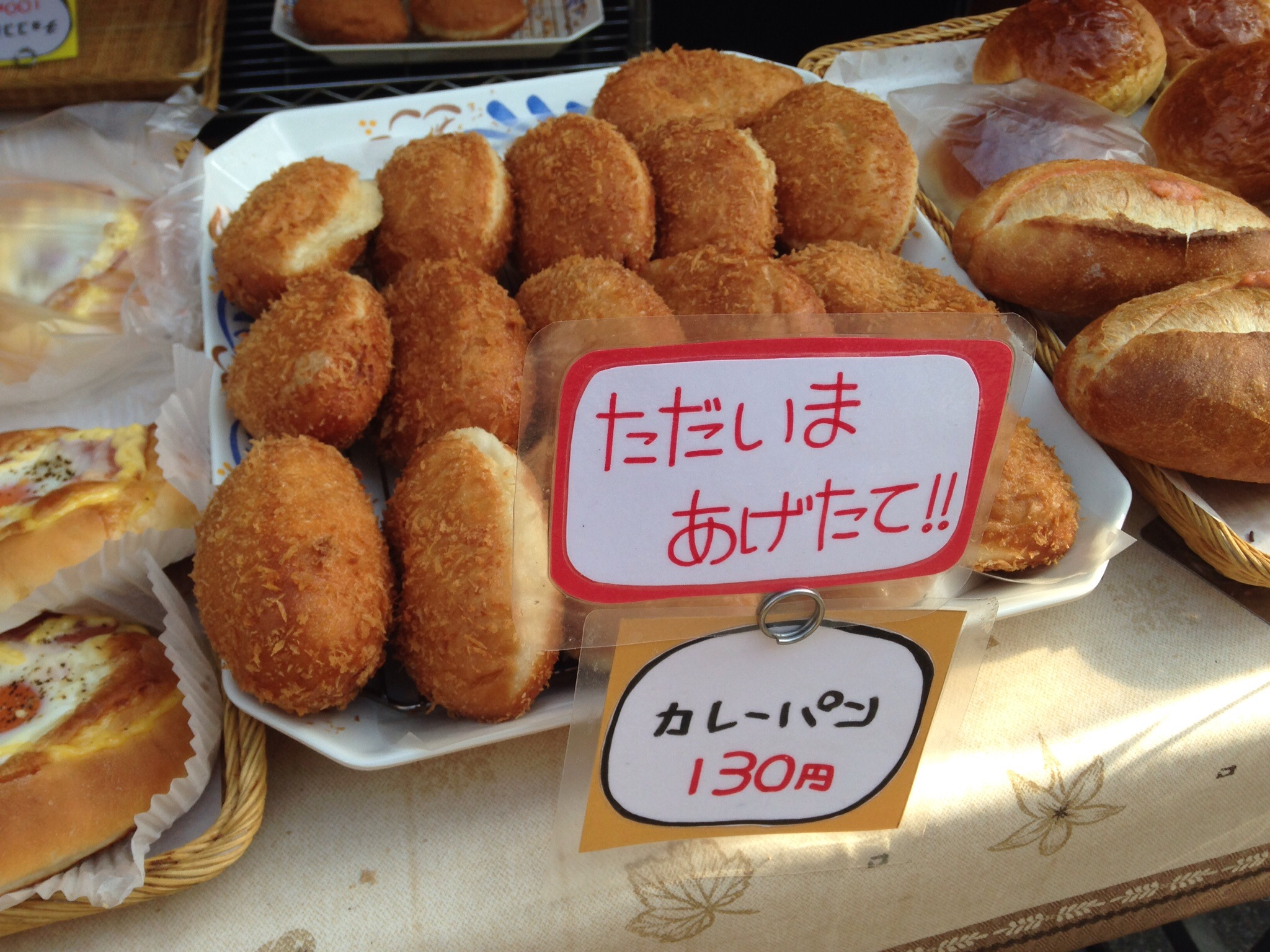